# Lars Seier Christensen
Lars Seier Christensen (født 19. januar 1963 i København) er en dansk bankdirektør, som sammen med Kim Fournais udgjorde direktionen for Saxo Bank. Lars Seier Christensen fratrådte med udgangen af 2015.

## Historie
Han er klassisk-sproglig student og stiftede sammen med Fournais i 1992 fondsmæglerselskabet Midas, der senere blev til online-banken Saxo Bank. I 2001 fik den status som en officiel europæisk bank. I 2008 ejede Lars Seier Christensen og Kim Fournais 62 pct. af aktieposten i Saxo Bank, der da havde en værdi på op mod 13 mia. kr. I 2005 solgte stifterne 25 pct. af Saxo Bank til kapitalfonden General Atlantic for 729 mio. kr. I 2010 bosatte han sig i Schweiz.
Lars Seier Christensen beskrives af erhvervsmediet Finans som en "markant liberalistisk debattør". Han har haft forbindelse til både partiet Liberal Alliance, cykelholdet Pro Cycling Team Tinkoff Saxo, netavisen 180grader samt den liberale tænketank CEPOS. Seier Christensen lod også banken Saxo Bank genoptrykke 20.000 eksemplarer af bogen Og verden skælvede, der er skrevet af den russisk-amerikanske ultraliberalistiske forfatter Ayn Rand. Bogen blev blandt andet sendt til "alt fra politikere, erhvervsfolk, journalister og alle bankens kunder".
I april 2015 blev han medejer af Restaurant Geranium, der i februar 2016 blev tildelt tre stjerner i Michelinguiden.
Den 22. juli 2016 overtog han sponsoratet af Team Trefor sammen med Bjarne Riis. Samme dag fik holdet navnet Team Virtu Pro-Veloconcept.
I 2017 havde fået 90 % af ejerskabet i gourmetrestauranten Alchemist. I februar 2020 blev Alchemist tildelt to Michelin-stjerner. På dette tidspunkt havde han investeret 76 mio. kr. i restauranten.
I 2019 købte Lars Seier Christensen en aktiepost på 22,5% i Parken Sport og Entertainment for ca. 220 mio. kr. af Lønmodtagernes Dyrtidsfond.

## Privatliv
I 1994 giftede Lars Seier Christensen sig med britiske Yvonne Seier Christensen.

## Investeringer
Lars Seier Christensen har været en aktiv investor: I 2016 investerede Lars Seier Christensen i sammenligningsportalen Samlino.dk, bar-appen YouShould, e-sportsholdet Tricked eSports og burgerkæden Juicy Burger.